# Фарина, Стефано
Стефано Фарина (итал. Stefano Farina; 19 сентября 1962, Овада, Пьемонт — 23 мая 2017, Генуя) —  итальянский футбольный арбитр.

## Биография
Его карьера судьи длилась 27 лет.  В Серии А дебютировал в апреле 1995 года. Провёл  в высшей футбольной лиге 236 матчей   и 117 — в Серии B. 
Арбитр ФИФА с 2001 года. Первый матче на уровне сборных —  Португалия—Кипр (6:0). Фарина обслуживал матчи отборочных турниров чемпионатов Европы 2004  и 2008 года, а также   чемпионатов мира 2002    и 2006 года.  Главный судья 31-го розыгрыша Суперкубка УЕФА 2006 года между «Барселоной» и «Севильей» (0:3).
Исполнил роль арбитра в кинофильме «Гол 2: Жизнь как мечта».  После выхода на пенсию руководил ассоциацией судей Серии B.
После продолжительной болезни скончался 23 мая 2017 года.